# Ferenc Salbert
Ferenc Salbert (Nancy, 13 dicembre 1963) è un ex astista francese di origine ungherese.
È stato medaglia di bronzo ai Mondiali indoor di Siviglia 1991 ed d'argento agli Europei indoor di Lievin 1987

## Biografia
Il suo record personale all'aperto, di 5,80 m è comunque inferiore al suo personale assoluto di 5,90 m, stabilito, sempre nel 1987, ma in una competizione indoor.
Nel 2002 è stato eletto vicepresidente della Magyar Atlétikai Szövetség (Federazione ungherese di atletica leggera).

## Palmarès
| Anno | Manifestazione  | Sede     | Evento           | Risultato | Prestazione |
| ---- | --------------- | -------- | ---------------- | --------- | ----------- |
| 1987 | Europei indoor  | Liévin   | Salto con l'asta | Argento   | 5,85 m      |
| 1991 | Mondiali indoor | Siviglia | Salto con l'asta | Bronzo    | 5,70 m      |